# Sofja Zjoek
Sofja Andrejevna Zjoek (Russisch: Софья Андреевна Жук) (Moskou, 1 december 1999) is een tennisspeelster uit Rusland. Op vijfjarige leeftijd begon zij met tennis. Haar favoriete ondergrond is gras. Zij speelt rechtshandig en heeft een tweehandige backhand.
Voor haar tenniscarrière won zij op zeer jonge leeftijd reeds gouden medailles met gymnastiek.
In 2015 won Zjoek het meisjestoernooi van Wimbledon. In die tijd trainde zij in België bij de Justine Henin Tennis Aacademy.
In 2017 speelde zij op het US Open haar eerste grandslamtoernooi, door zich van een plaats te verzekeren via het kwalificatietoernooi.
Zij stond in 2018 voor het eerst in een WTA-finale, op het toernooi van Newport Beach – zij verloor van de Amerikaanse Danielle Collins.

## Posities op deWTA-ranglijst
Positie per einde seizoen:
| jaar | rang enkelspel | rang dubbelspel |
| ---- | -------------- | --------------- |
| 2014 | 913            | –               |
|      |                |                 |
| 2016 | 297            | –               |
| 2017 | 178            | –               |

## Resultaten grandslamtoernooien
| Legenda | Legenda                          |
| ------- | -------------------------------- |
| g.t.    | geen toernooi gehouden           |
| l.c.    | lagere categorie                 |
| –       | niet deelgenomen                 |
| G       | uitgeschakeld in de groepsfase   |
| 1R      | uitgeschakeld in de eerste ronde |
| 2R      | uitgeschakeld in de tweede ronde |
| 3R      | uitgeschakeld in de derde ronde  |
| 4R      | uitgeschakeld in de vierde ronde |
| KF      | uitgeschakeld in de kwartfinale  |
| HF      | uitgeschakeld in de halve finale |
| F       | de finale verloren               |
| W       | het toernooi gewonnen            |
| w-v     | winst/verlies-balans             |

### Enkelspel
| toernooi        | 2017 |
| --------------- | ---- |
| Australian Open | –    |
| Roland Garros   | –    |
| Wimbledon       | –    |
| US Open         | 1R   |

## Palmares
| Legenda                 |
| ----------------------- |
| Grandslamtoernooi       |
| Olympische Spelen       |
| Year-End Championships  |
| Premier Mandatory       |
| Premier Five / WTA 1000 |
| Premier / WTA 500       |
| International / WTA 250 |
| Challenger / WTA 125    |

### WTA-finaleplaatsen enkelspel
| nr.              | finale     | toernooi          | ondergrond | tegenstandster   | score         |         |
| ---------------- | ---------- | ----------------- | ---------- | ---------------- | ------------- | ------- |
| gewonnen finales |            |                   |            |                  |               |         |
| geen             |            |                   |            |                  |               |         |
| verloren finales |            |                   |            |                  |               |         |
| 1.               | 2018-01-28 | WTA Newport Beach | hardcourt  | Danielle Collins | 6-2, 4-6, 3-6 | details |